# SN 2006J
SN 2006J – supernowa typu II odkryta 20 stycznia 2006 roku w galaktyce IC 13. W momencie odkrycia miała maksymalną jasność 18,30m.